# William Adamson
Pour les articles homonymes, voir Adamson.
William Adamson, né le 2 avril 1863 à Halbeath près de Dunfermline et mort le 23 février 1936, est un syndicaliste et homme politique britannique. Chef du Parti travailliste de 1917 à 1921, il est secrétaire d'État pour l'Écosse en 1924 puis de 1929 à 1931 dans le gouvernement de Ramsay MacDonald.

## Origines et syndicalisme
Son père, James, travaille dans les mines de charbon du Fife. La scolarité de William s'arrête lorsqu'il atteint onze ans, âge auquel il descend à son tour travailler dans ces mines ; il y travaillera vingt-sept ans. Il épouse en 1887 Christine Marshall, ouvrière dans une usine de production de damas ; le couple aura quatre enfants. Il rejoint l'Union nationale des mineurs (National Union of Mineworkers), devenant vice-président de la branche local du Fife en 1894, puis secrétaire-général en 1908,.

## Carrière politique
Initialement membre du Parti libéral comme beaucoup de dirigeants syndicaux, il rejoint le tout jeune Parti travailliste à l'aube du XXe siècle et est élu conseiller municipal à Dunferline sous cette étiquette en 1905. Il est l'un des quarante-deux travaillistes élus députés à la Chambre des communes lors des élections législatives de décembre 1910 ; il y représente la circonscription du Fife-occidental. Bien que s'opposant initialement à la conscription en 1916, il « soutient fortement » la participation du Royaume-Uni à la Première Guerre mondiale.
En 1917, Arthur Henderson démissionne comme chef du Parti travailliste pour protester contre le refus du gouvernement de coalition, dirigé par le libéral David Lloyd George, d'entamer des pourparlers avec le dirigeant russe Alexandre Kerenski pour mettre fin à la guerre. William Adamson est alors élu chef du parti en octobre. Manquant de charisme, il peine à mener à bien cette tâche. C'est néanmoins sous sa direction que le parti se dote d'une constitution en 1918, adoptant formellement un programme socialiste, prônant la propriété collective des moyens de la production économique. Il conserve son siège de député aux élections législatives de 1918, alors qu'Arthur Henderson est battu dans sa circonscription. En février 1921 toutefois, il cède la direction du parti à John Clynes, meilleur orateur et bon diplomate.
Les élections de 1923 produisent un parlement sans majorité. Les libéraux accordent leur confiance au Parti travailliste, qui forme le premier gouvernement de son histoire - un gouvernement minoritaire. Ramsay MacDonald devient Premier ministre, et nomme Adamson ministre chargé des questions écossaises. En novembre 1924, toutefois, le gouvernement est contraint de démissionner, ayant perdu le soutien des libéraux. Le parti revient au pouvoir, dans les mêmes conditions, à l'issue des élections de 1929, et Adamson est à nouveau le ministre pour son Écosse natale.
Le gouvernement MacDonald doit faire face à la Grande Dépression et à l'accroissement du chômage. En 1931, MacDonald et son chancelier de l'Échiquier, Philip Snowden, décident une politique de rigueur budgétaire, diminuant les dépenses publiques et notamment l'aide aux chômeurs. La majorité des ministres, dont Adamson, s'y opposent. Sur proposition du roi George V, MacDonald forme un gouvernement d'union nationale avec les conservateurs et les libéraux. William Adamson, comme la majorité des ministres sortants, refuse d'y participer. Ramsay MacDonald est exclu du Parti travailliste. Pour légitimer son gouvernement, il organise une élection cette même année. Les résultats sont très mauvais pour les travaillistes, et Adamson perd son siège de député du Fife-occidental, battu par Charles Milne du Parti unioniste (conservateur). William Adamson se présente à nouveau sans succès aux élections de 1935, où le siège du Fife-occidental est remporté par le communiste William Gallacher. Il décède l'année suivante, à l'âge de 72 ans.

## Vie personnelle
Adamson était marié à Christina Myles Marshall (1862-1935), un ouvrier d'usine, avec qui il a eu deux filles et deux fils ;  l'un d'entre eux a été tué pendant la Première Guerre mondiale. Adamson est mort en février 1936, à l'âge de 72 ans. Il est enterré au cimetière de Dunfermline, juste au nord de la rotonde au bout de l'avenue d'entrée.